# Herbauges
Die Grafschaft Herbauges entstand im 9. Jahrhundert und umfasste das Bas-Poitou mit dem heutigen Pays de Retz, dem Norden der heutigen Vendée, den küstennahen Inseln (Noirmoutier, Bouin) bis hinunter nach Tiffauges, sowie dem Tal von Clisson und Les Mauges. Sie wurde nach einem Überfall der Normannen im Jahr 820 von den Baronen des Bas-Poitou geschaffen, um zukünftig wirksam der Bedrohung begegnen zu können.
Graf von Herbauges wurde Renaud (Rainaldus, Ragenold), der die Insel Noirmoutier zurückerobern konnte, als sie 830 von den Normannen besetzt und verwüstet worden war. Einen zweiten Überfall im Jahr 835 konnte Renaud erst abwehren, musste dann aber zugestehen, dass die Normannen erneut (das inzwischen verlassene) Noirmoutier besetzten und hier ihr Hauptquartier einrichteten.
Im Jahr 841 fiel Richwin, Graf von Nantes in der Schlacht von Fontenoy und Karl dem Kahlen ernannte daraufhin Renaud zu dessen Nachfolger, wobei er den Widonen Lambert II. überging, der die Grafschaft als Erbe seines Vaters Lambert I. für sich beanspruchte. Lambert brach mit Karl, verbündete sich mit dem Bretonenherzog Nominoë und ernannte mit seinen Neffen Gunfer einen eigenen Grafen von Herbauges.
Lambert und Nominoe unterlagen 843 gegen Renaud in der Schlacht von Messac, doch fiel dieser am 24. Mai 843 in der Schlacht von Blain gegen die Normannen unter Hasting. Während sein Sohn Hervé das Gebiet südlich der Loire behaupten konnte, gelang es Lambert II. nun, sich der Stadt Nantes zu bemächtigen, nachdem die Normannen abgezogen waren. Im Jahr darauf (844) fielen Hervé und Bernhard von Poitiers dann im Kampf gegen Lambert.
Jüngere Untersuchungen haben ergeben, dass Renaud einen zweiten Sohn hatte, Ragenold von Neustrien, der die Nachfolge in Herbauges antrat, später Graf von Maine und Markgraf in der Markgrafschaft Neustrien wurde.
Im Jahr 851 trat Karl der Kahle im Vertrag von Nantes den nördlichen Teil der Grafschaft Herbauges, die  „vicaria Retense“, heute Pays de Retz, an Erispoe ab, den neuen Herzog der Bretonen. Im 10. Jahrhundert dann gerieten die Grafschaft Nantes und das Land südlich der Loire unter den Einfluss der Grafen von Anjou.